# Kay Kenyon
Pour les articles homonymes, voir Kenyon.
Œuvres principales
- Série L'Entier et la Rose

Kay Kenyon, née le 2 juillet 1956 à Milwaukee dans le Wisconsin, est un auteur américain de romans de science-fiction et de fantasy. Elle vit à Wenatchee dans l’État de Washington. Sa dernière série a pour titre L'Entier et la Rose.

## Œuvres

### SérieL'Entier et la Rose
1. La Splendeur du ciel, Castelmore, 2011 ((en) Bright of the Sky, 2007)
2. (en) A World Too Near, 2008
3. (en) City Without End, 2009
4. (en) Prince of Storms, 2010

### SérieDark Talents
1. (en) At the Table of Wolves, 2017
2. (en) Serpent in the Heather, 2018
3. (en) Nest of the Monarch, 2019

### Romans indépendants
- (en) The Seeds of Time, 1997
- (en) Leap Point, 1998
- (en) Rift, 1999
- (en) Tropic of Creation, 2000
- Le Sacre de glace, Fleuve noir, collection Rendez-vous ailleurs no 15, 2006 ((en) Maximum Ice, 2002)Nommé pour le prix Philip-K.-Dick du meilleur roman 2003
- (en) The Braided World, 2003
- (en) The Omega Egg, 2007Écrit avec Tobias S. Buckell, Michael A. Burstein (en), Pat Cadigan, Bill Fawcett (en), David Gerrold, Brian Herbert, James Patrick Kelly, Nancy Kress, Stephen Leigh, Jody Lynn Nye (en), Laura Resnick, Mike Resnick, Kristine Kathryn Rusch, Robert Sheckley, Dean Wesley Smith (en) et Jane Yolen.
- (en) A Thousand Perfect Things, 2013
- (en) Queen of the Deep, 2015

### Recueils de nouvelles
- (en) Dystopia: Seven Dark and Hopeful Tales, 2019